# Ilha da Boega

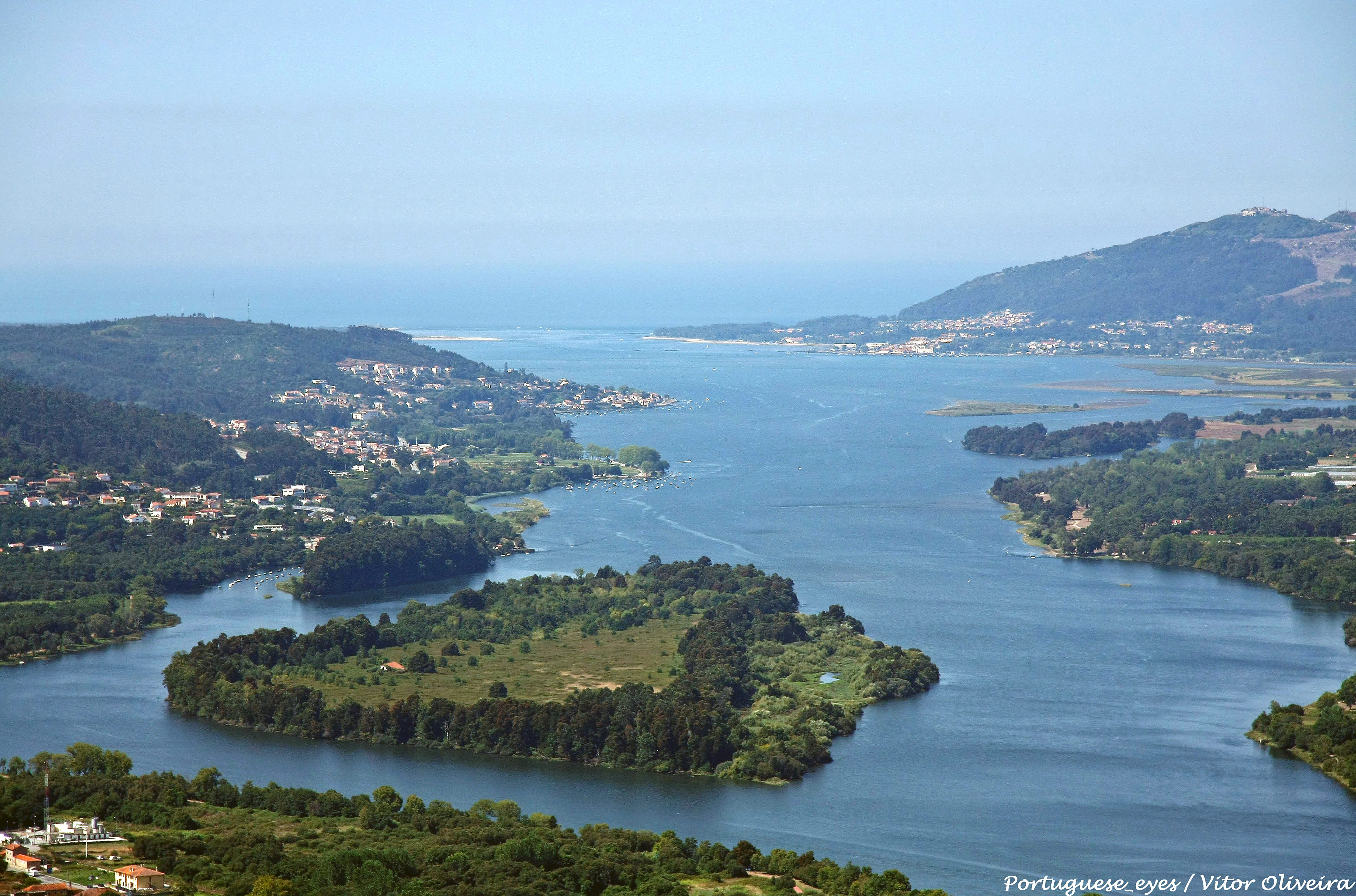

A Boega é uma ilha portuguesa que se situa no Rio Minho entre as freguesias de Loivo e Gondarém, concelho de Vila Nova de Cerveira, distrito de Viana do Castelo.
É uma pequena ilha com cerca de 1400 m de comprimento por 400 m de largura, resultante da acumulação dos sedimentos arrastados pelo rio, e sua posterior cobertura por vegetação herbácea. A ilha é orlada por uma linha de árvores (amieiros, salgueiros e acácias), estando o seu interior forrado com gramíneas, utilizadas para pastagens.